# Philomene Steiger

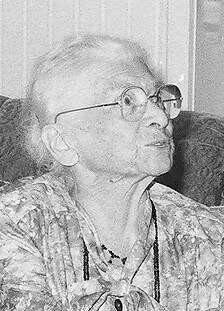
Philomene Steiger (1985)

Philomene Steiger (* 27. April 1896 in Freiburg im Breisgau; † 8. September 1985 ebenda) war eine deutsche Näherin und Kommunalpolitikerin.

## Leben
Steiger kam als Tochter des Bäckers Franz Karl Steiger (1864–1930) und der Maria Franziska Steiger, geb. Löffler, (1864–1929) zur Welt. Sie wuchs in einem katholisch geprägten Elternhaus auf. Der Katholizismus prägte Steiger für ihr Leben. Sie besuchte von etwa 1902 bis 1910 die Volksschule im Freiburger Stadtteil Herdern. In dem Textilfachgeschäft Werner Blust in Freiburg absolvierte sie eine Lehre und war danach dort als Weißnäherin, später als Paramentenstickerin tätig. Ab 1921 arbeitete sie im Elternhaus in Herdern als Schneiderin und Näherin. 1927 eröffnete sie, ebenfalls in Herdern, ein kleines Textilfachgeschäft, in dem sie Kurz-, Weiß- und Wollwaren anbot, und das sie bis 1968 führte.
Im Dritten Reich ging Steiger konsequent auf Distanz zur NSDAP und zur nationalsozialistischen Ideologie; sie trat offen für den katholischen Glauben ein. In den 1920er Jahren hatte sie Kontakt zu Edith Stein.
In den letzten Tagen des Zweiten Weltkriegs erwarb sie sich Verdienste um die Rettung Freiburgs. Am 21. April 1945 verschaffte sie sich im bei Herdern gelegenen Ausflugslokal „Jägerhäusle“ Zutritt zum Kampfkommandanten Generalmajor Rudolf Bader. Sie bat ihn, entgegen der Befehlslage Freiburg nicht gegen die heranrückende französische Armee zu verteidigen und bewahrte so die Stadt vor Elend und unnötigem Blutvergießen. Tatsächlich zog der Generalmajor mit seinen Volkssturmtruppen ab, ohne die Stadt bis zum letzten Blutstropfen zu verteidigen. Ob es nun ihr alleiniges Verdienst war oder es auch einen entsprechenden Rückzugsbefehl gab, wurde allerdings nie ganz geklärt.
Nach Kriegsende war sie im Bürgerverein Herdern, im Katholischen Frauenbund und in der Franziskanischen Gemeinschaft aktiv. 1946 war sie Mitbegründerin des Deutschen Frauenrings Freiburg. Kommunalpolitisch war sie für die Christlich-Demokratische Union (CDU) aktiv.

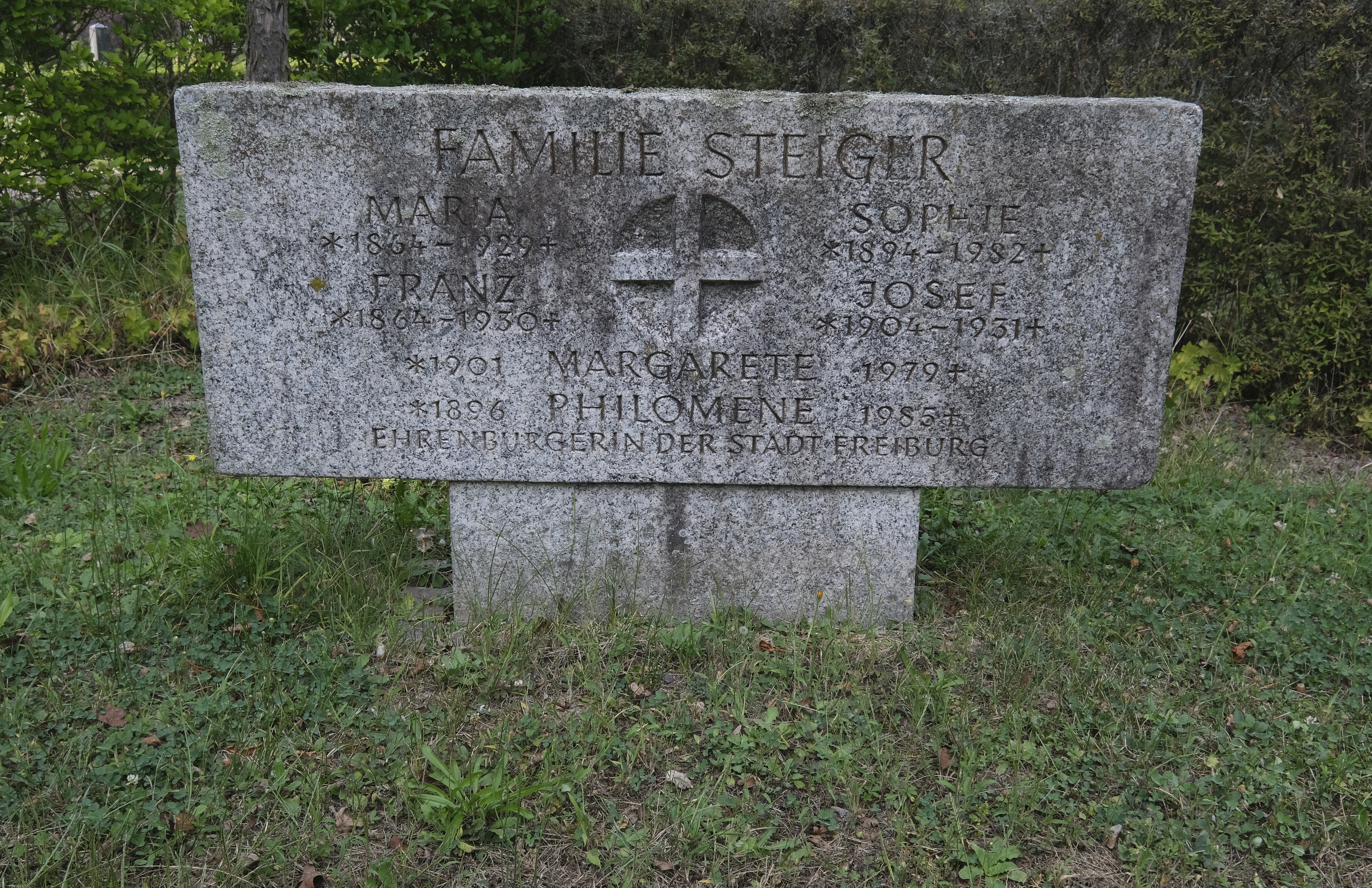
Grabstein im Ehrenhain des Freiburger Hauptfriedhof

1981 wurde sie mit dem päpstlichen Orden Pro Bene merenti ausgezeichnet. 1985 wurde Steiger mit dem Ehrenbürgerbrief der Stadt Freiburg für die „besonderen Verdienste, die sich Steiger am Schluß des Zweiten Weltkriegs um die Rettung der Stadt erworben hat“, geehrt. 1986 wurde in Herdern ein Weg nach ihr benannt.

## Ehrungen
- 1970: Bundesverdienstkreuz
- 1981: Päpstlicher Orden Pro Bene merenti
- 1985: Ehrenbürgerin der Stadt Freiburg im Breisgau